# Ro Cassiopeiae
Ro Cassiopeiae (ρ Cas) – gwiazda w gwiazdozbiorze Kasjopei, jedna z najjaśniejszych gwiazd według jasności absolutnej w naszej Galaktyce. Jej absolutna wielkość gwiazdowa to ok. −9,5m.

## Właściwości

Od lewej do prawej: Słońce (niewidoczne na zdjęciu), Gwiazda Pistolet (340), Ro Cassiopeiae (450), Betelgeza (1000) oraz VY Canis Majoris (1420). Dla porównania umieszczono orbity Jowisza (5,2 au) oraz Neptuna (30 au).

Ro Cassiopeiae jest jedną z najjaśniejszych znanych żółtych gwiazd. Jest blisko granicy Jasności Eddingtona i zazwyczaj traci masę o wartości 10−6 M☉/rok, co jest czynnikiem kilkaset milionów razy większym niż w przypadku wiatru słonecznego. Przez większość czasu temperatura gwiazdy przekracza 7000 K, a jej promień to ok. 400 R☉, ponadto obiekt ten pulsuje nieregularnie powodując niewielkie zmiany w jasności. Średnio raz na 50 lat dochodzi do większego rozbłysku, przez co odparowuje znaczna część jej atmosfery, powodując spadek temperatury o około 1500 K i spadek jasności o ok. 1,5 mag. W latach 2000–2001 wskaźnik utraty masy wzrósł do wartości 5×10−2 M☉/rok, wyrzucając w sumie równowartość ok. 3% masy Słońca lub 10 000 mas Ziemi. Podczas rozbłysku jasność ma stałą wartość rzędu L☉, ale promieniowanie osiąga wartości w podczerwieni.
Obecność wielu ciężkich pierwiastków na tej gwieździe jest stosunkowo duża w porównaniu do Słońca, ale węgiel i tlen występują w śladowych ilościach. Jest to oczekiwane zjawisko w przypadku masywnej gwiazdy, gdzie fuzja wodoru odbywa się przeważnie w cyklu CNO. Oprócz spodziewanej konwekcji helu i azotu na powierzchnię, sód jest silnie wzbogacony; oznacza to, iż gwiazda – będąc w stadium czerwonego nadolbrzyma – doświadczyła zjawiska zwanego „Dredge-up”. Z tego powodu przewiduje się, że Ro Cas będzie w miarę rozwoju osiągać wyższe temperatury. Obecnie w jądrze gwiazdy (które składa się z helu) następuje Proces 3-α.
Stosunkowo mała masa i wysoka jasność gwiazdy, która odbyła stadium czerwonego nadolbrzyma, jest źródłem niestabilności, przez co zbliża się ona do granicy Jasności Eddingtona. Jednak żółte hiperolbrzymy „znajdują się” w zakresie temperatur, w których zmienność nieprzezroczystości w strefach częściowej jonizacji wodoru i helu powoduje pulsacje, co jest podobnym zjawiskiem do tego, które przyczynia się do pulsacji Cefeid. W hiperolbrzymach pulsacje te są zazwyczaj nieregularne i małe, ale w połączeniu z całkowitą niestabilnością zewnętrznych warstw gwiazdy mogą powodować większe wybuchy. To wszystko może stanowić część ewolucyjnego trendu w kierunku wyższych temperatur przez stopniową utratę atmosfery gwiazdy.

## Zmienność

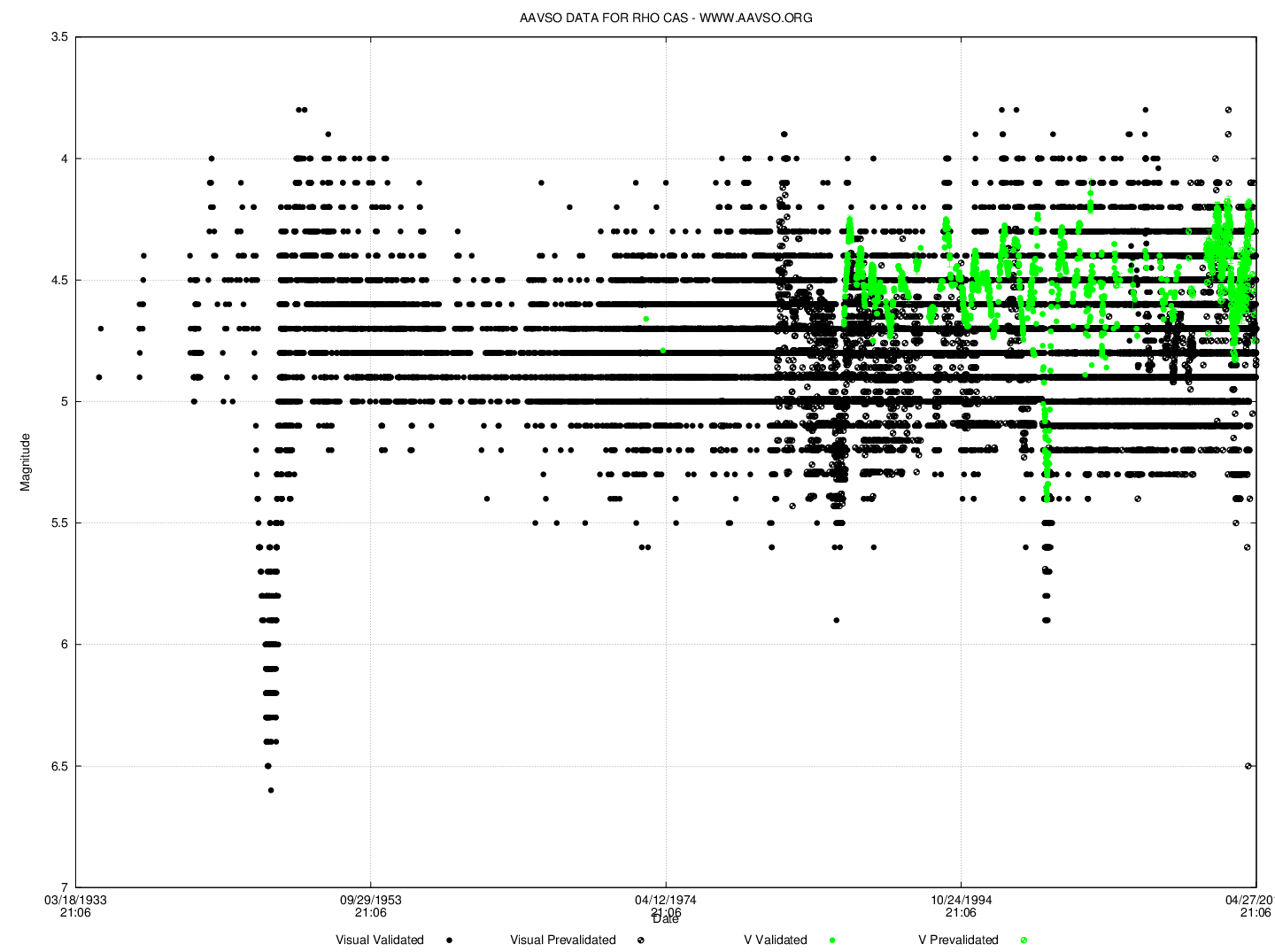
Zmiany jasności ρ Cas w okresie od 1933 do 2015

Jest to pojedyncza gwiazda, zaklasyfikowana jako gwiazda zmienna półregularna. Jako żółty hiperolbrzym, jest jednym z najrzadszych typów gwiazd. W Drodze Mlecznej wiadomo o istnieniu zaledwie kilkunastu obiektów o tym typie widmowym, lecz w gwiadzozbiorze Kasjopei istnieje również inna gwiazda tego typu: V509 Cassiopeiae. W ciągu ostatniego stulecia trzykrotnie zarejestrowano gwałtowne spadki obserwowanej wielkości gwiazdowej Ro Cassiopeiae: w latach 1945–1947, 1985-86 i 2000-01. Obserwacje przeprowadzone podczas trzeciego zdarzenia wskazują, że wiązało się ono z wybuchowym odrzuceniem znacznej ilości materii gwiazdy w postaci powłoki sferycznej o masie 3% M☉.

## Etymologia
ρ Cassiopeiae jest gwiazdą wchodzącą w skład chińskiego asteryzmu zwanego „Latającym Wężem” (chiń. 螣蛇; pinyin Téng Shé), należącego do konstelacji Domu. Kolejnymi 22 gwiazdami z tej konstelacji są:
- α Lacertae
- 4 Lacertae;
- π² Cygni;
- π1 Cygni;
- gwiazda nr 5 (bez nazwy)
- gwiazda nr 6 (bez nazwy)
- HD 206267;
- 13 Cephei;
- ε Cephei;
- β Lacertae;
- σ Cassiopeiae,
- ρ Cassiopeiae
- τ Cassiopeiae,
- AR Cassiopeiae,
- 9 Lacertae;
- 3 Andromedae;
- 7 Andromedae;
- 8 Andromedae;
- λ Andromedae;
- ψ Andromedae;
- κ Andromedae;
- ι Andromedae.

Zgodnie z wykazem, ρ Cassiopeiae jest znana jako 螣蛇十二  (Téng Shé shíèr, czyli „dwunasta gwiazda latającego węża”).